# Gabriel Núñez
Gabriel Núñez Aguirre (Taxco de Alarcón; 6 de febrero de 1942-Huitzilac; 11 de noviembre de 2021) fue un futbolista mexicano que jugaba en la posición de defensa.

## Trayectoria
Creció en el estado de Morelos e inició su carrera profesional en la Primera División Mexicana en 1959 con el Zacatepec, quien en ese momento era el club deportivo de los residentes morelenses.
Permaneció en este club durante mucho tiempo antes de ser vendido al club capitalino América. Regresó al Zacatepec, luego pasó al Toluca por dos años, Jalisco también por dos años y finalmente retornó al Zacatepec, donde ganó la Segunda División y retiró en 1978.

## Selección nacional
Con la selección de México fue parte de la Copa del Mundo en 1966 y jugó los tres partidos para "el Tri". Hizo su última aparición internacional el 18 de marzo de 1970 en un empate 3-3 ante Perú.

### Participaciones en Copas del Mundo
| Mundial                        | Sede       | Resultado    |
| ------------------------------ | ---------- | ------------ |
| Copa Mundial de Fútbol de 1966 | Inglaterra | Primera fase |

### Partidos internacionales
| \| N.º \| Fecha \| Ciudad \| Local \| Res. \| Visitante \| Competición \| \| --- \| ----------------------- \| -------------------- \| ----------------- \| ---- \| ---------------- \| ------------------------------ \| \| 1 \| 11 de abril de 1965 \| Ciudad de Guatemala \| Guatemala \| 1:2 \| México \| Campeonato de Naciones de 1965 \| \| 2 \| 11 de mayo de 1966 \| Ciudad de México \| México \| 1:0 \| Chile \| Amistoso \| \| 3 \| 29 de mayo de 1966 \| Santiago de Chile \| Chile \| 0:1 \| México \| Amistoso \| \| 4 \| 18 de junio de 1966 \| Lausana \| Suiza \| 1:1 \| México \| Amistoso \| \| 5 \| 22 de junio de 1966 \| Belfast \| Irlanda del Norte \| 4:1 \| México \| Amistoso \| \| 6 \| 29 de junio de 1966 \| Florencia \| Italia \| 5:0 \| México \| Amistoso \| \| 7 \| 13 de julio de 1966 \| Londres \| Francia \| 1:1 \| México \| Copa Mundial de 1966 \| \| 8 \| 16 de julio de 1966 \| Londres \| Inglaterra \| 2:0 \| México \| Copa Mundial de 1966 \| \| 9 \| 19 de julio de 1966 \| Londres \| México \| 0:0 \| Uruguay \| Copa Mundial de 1966 \| \| 10 \| 5 de enero de 1967 \| Ciudad de México \| México \| 3:0 \| Suiza \| Amistoso \| \| 11 \| 8 de diciembre de 1967 \| Guadalajara \| México \| 0:2 \| Hungría \| Amistoso \| \| 12 \| 3 de marzo de 1968 \| Ciudad de México \| México \| 0:0 \| Unión Soviética \| Amistoso \| \| 13 \| 10 de marzo de 1968 \| Ciudad de México \| México \| 0:0 \| Unión Soviética \| Amistoso \| \| 14 \| 21 de mayo de 1968 \| Ciudad de México \| México \| 3:3 \| Uruguay \| Amistoso \| \| 15 \| 20 de octubre de 1968 \| Lima \| Perú \| 3:3 \| México \| Amistoso \| \| 16 \| 23 de octubre de 1968 \| Santiago de Chile \| Chile \| 3:1 \| México \| Amistoso \| \| 17 \| 26 de octubre de 1968 \| Montevideo \| Uruguay \| 0:2 \| México \| Amistoso \| \| 18 \| 31 de octubre de 1968 \| Río de Janeiro \| Brasil \| 1:2 \| México \| Amistoso \| \| 19 \| 3 de noviembre de 1968 \| Belo Horizonte \| Brasil \| 2:1 \| México \| Amistoso \| \| 20 \| 22 de diciembre de 1968 \| Ciudad de México \| México \| 0:0 \| Alemania Federal \| Amistoso \| \| 21 \| 1 de enero de 1969 \| Ciudad de México \| México \| 2:3 \| Italia \| Amistoso \| \| 22 \| 5 de enero de 1969 \| Ciudad de México \| México \| 1:1 \| Italia \| Amistoso \| \| 23 \| 10 de abril de 1969 \| Ciudad de Luxemburgo \| Luxemburgo \| 2:1 \| México \| Amistoso \| \| 24 \| 16 de abril de 1969 \| Bruselas \| Bélgica \| 2:0 \| México \| Amistoso \| \| 25 \| 23 de abril de 1969 \| Sevilla \| España \| 0:0 \| México \| Amistoso \| \| 26 \| 1 de mayo de 1969 \| Malmö \| Suecia \| 1:0 \| México \| Amistoso \| \| 27 \| 6 de mayo de 1969 \| Copenhague \| Dinamarca \| 3:1 \| México \| Amistoso \| \| 28 \| 20 de mayo de 1969 \| Ciudad de México \| México \| 0:1 \| Perú \| Amistoso \| \| 29 \| 22 de mayo de 1969 \| Ciudad de México \| México \| 3:0 \| Perú \| Amistoso \| \| 30 \| 1 de junio de 1969 \| Ciudad de México \| México \| 0:0 \| Inglaterra \| Amistoso \| \| 31 \| 4 de junio de 1969 \| Guadalajara \| México \| 0:4 \| Inglaterra \| Amistoso \| \| 32 \| 5 de noviembre de 1969 \| Ciudad de México \| México \| 1:0 \| Bélgica \| Amistoso \| \| 33 \| 11 de noviembre de 1969 \| Ciudad de México \| México \| 4:0 \| Noruega \| Amistoso \| \| 34 \| 15 de marzo de 1970 \| Monterrey \| México \| 3:1 \| Perú \| Amistoso \| \| 35 \| 18 de marzo de 1970 \| León de Los Aldama \| México \| 3:3 \| Perú \| Amistoso \| |                         |                      |                   |      |                  |                                |
| N.º | Fecha                   | Ciudad               | Local             | Res. | Visitante        | Competición                    |
| 1 | 11 de abril de 1965     | Ciudad de Guatemala  | Guatemala         | 1:2  | México           | Campeonato de Naciones de 1965 |
| 2 | 11 de mayo de 1966      | Ciudad de México     | México            | 1:0  | Chile            | Amistoso                       |
| 3 | 29 de mayo de 1966      | Santiago de Chile    | Chile             | 0:1  | México           | Amistoso                       |
| 4 | 18 de junio de 1966     | Lausana              | Suiza             | 1:1  | México           | Amistoso                       |
| 5 | 22 de junio de 1966     | Belfast              | Irlanda del Norte | 4:1  | México           | Amistoso                       |
| 6 | 29 de junio de 1966     | Florencia            | Italia            | 5:0  | México           | Amistoso                       |
| 7 | 13 de julio de 1966     | Londres              | Francia           | 1:1  | México           | Copa Mundial de 1966           |
| 8 | 16 de julio de 1966     | Londres              | Inglaterra        | 2:0  | México           | Copa Mundial de 1966           |
| 9 | 19 de julio de 1966     | Londres              | México            | 0:0  | Uruguay          | Copa Mundial de 1966           |
| 10 | 5 de enero de 1967      | Ciudad de México     | México            | 3:0  | Suiza            | Amistoso                       |
| 11 | 8 de diciembre de 1967  | Guadalajara          | México            | 0:2  | Hungría          | Amistoso                       |
| 12 | 3 de marzo de 1968      | Ciudad de México     | México            | 0:0  | Unión Soviética  | Amistoso                       |
| 13 | 10 de marzo de 1968     | Ciudad de México     | México            | 0:0  | Unión Soviética  | Amistoso                       |
| 14 | 21 de mayo de 1968      | Ciudad de México     | México            | 3:3  | Uruguay          | Amistoso                       |
| 15 | 20 de octubre de 1968   | Lima                 | Perú              | 3:3  | México           | Amistoso                       |
| 16 | 23 de octubre de 1968   | Santiago de Chile    | Chile             | 3:1  | México           | Amistoso                       |
| 17 | 26 de octubre de 1968   | Montevideo           | Uruguay           | 0:2  | México           | Amistoso                       |
| 18 | 31 de octubre de 1968   | Río de Janeiro       | Brasil            | 1:2  | México           | Amistoso                       |
| 19 | 3 de noviembre de 1968  | Belo Horizonte       | Brasil            | 2:1  | México           | Amistoso                       |
| 20 | 22 de diciembre de 1968 | Ciudad de México     | México            | 0:0  | Alemania Federal | Amistoso                       |
| 21 | 1 de enero de 1969      | Ciudad de México     | México            | 2:3  | Italia           | Amistoso                       |
| 22 | 5 de enero de 1969      | Ciudad de México     | México            | 1:1  | Italia           | Amistoso                       |
| 23 | 10 de abril de 1969     | Ciudad de Luxemburgo | Luxemburgo        | 2:1  | México           | Amistoso                       |
| 24 | 16 de abril de 1969     | Bruselas             | Bélgica           | 2:0  | México           | Amistoso                       |
| 25 | 23 de abril de 1969     | Sevilla              | España            | 0:0  | México           | Amistoso                       |
| 26 | 1 de mayo de 1969       | Malmö                | Suecia            | 1:0  | México           | Amistoso                       |
| 27 | 6 de mayo de 1969       | Copenhague           | Dinamarca         | 3:1  | México           | Amistoso                       |
| 28 | 20 de mayo de 1969      | Ciudad de México     | México            | 0:1  | Perú             | Amistoso                       |
| 29 | 22 de mayo de 1969      | Ciudad de México     | México            | 3:0  | Perú             | Amistoso                       |
| 30 | 1 de junio de 1969      | Ciudad de México     | México            | 0:0  | Inglaterra       | Amistoso                       |
| 31 | 4 de junio de 1969      | Guadalajara          | México            | 0:4  | Inglaterra       | Amistoso                       |
| 32 | 5 de noviembre de 1969  | Ciudad de México     | México            | 1:0  | Bélgica          | Amistoso                       |
| 33 | 11 de noviembre de 1969 | Ciudad de México     | México            | 4:0  | Noruega          | Amistoso                       |
| 34 | 15 de marzo de 1970     | Monterrey            | México            | 3:1  | Perú             | Amistoso                       |
| 35 | 18 de marzo de 1970     | León de Los Aldama   | México            | 3:3  | Perú             | Amistoso                       |

## Clubes
| Club             | País   | Año       |
| ---------------- | ------ | --------- |
| Club Zacatepec   | México | 1959-1966 |
| Club América     | México | 1966-1970 |
| Club Zacatepec   | México | 1970-1972 |
| Deportivo Toluca | México | 1972-1974 |
| C.S.D. Jalisco   | México | 1974-1976 |
| Club Zacatepec   | México | 1976-1978 |

## Palmarés

### Títulos nacionales
| Título           | Equipo    | País   | Año     |
| ---------------- | --------- | ------ | ------- |
| Segunda División | Zacatepec | México | 1977-78 |

### Títulos internacionales
| Título                                | Equipo | Sede      | Año  |
| ------------------------------------- | ------ | --------- | ---- |
| Campeonato de Naciones de la Concacaf | México | Guatemala | 1965 |